# Férfi 5000 méteres rövidpályásgyorskorcsolya-váltó az 1994. évi téli olimpiai játékokon
Az 1994. évi téli olimpiai játékokon a rövidpályás gyorskorcsolya férfi 5000 méteres váltó versenyszámának elődöntőit február 24-én, a döntőt február 26-án rendezték Hamarban. Az aranyérmet az olasz csapat nyerte meg. A versenyszámban nem vett részt magyar csapat.

## Rekordok
A versenyt megelőzően a következő rekordok voltak érvényben:
| Világrekord     | Új-Zéland (NZL) | 7:10,95 | Peking, Kína               | 1993. március 28. |
| Olimpiai rekord | Dél-Korea (KOR) | 7:14,02 | Albertville, Franciaország | 1992. február 22. |

A versenyen új olimpiai rekord született:
| Olaszország (ITA) | 7:13,34 | Hamar, Norvégia | 1994. február 24. |
| Olaszország (ITA) | 7:11,74 | Hamar, Norvégia | 1994. február 26. |

## Eredmények
A két futamból az első két helyezett jutott az A-döntőbe, a harmadik és negyedikek a B-döntőbe kerültek. A rövidítések jelentése a következő:
- QA: az A-döntőbe jutott
- QB: a B-döntőbe jutott
- OR: olimpiai rekord

### Elődöntők
| Helyezés | Csapat                 | Idő      | Mj       |
| 1. futam | 1. futam               | 1. futam | 1. futam |
| -------- | ---------------------- | -------- | -------- |
| 1.       | Olaszország (ITA)      | 7:13,34  | QA, OR   |
| 2.       | Egyesült Államok (USA) | 7:18,58  | QA       |
| 3.       | Kína (CHN)             | 7:19,66  | QB       |
| 4.       | Norvégia (NOR)         | 7:25,73  | QB       |
| 2. futam |                        |          |          |
| 1.       | Kanada (CAN)           | 7:13,76  | QA       |
| 2.       | Ausztrália (AUS)       | 7:14,41  | QA       |
| 3.       | Japán (JPN)            | 7:15,85  | QB       |
| 4.       | Új-Zéland (NZL)        | 7:21,58  | QB       |

### B-döntő
| Helyezés | Csapat          | Idő      | Mj |
| -------- | --------------- | -------- | -- |
| 1.       | Japán (JPN)     | 7:19,11  |    |
| 2.       | Norvégia (NOR)  | 7:24,29  |    |
| –        | Kína (CHN)      | kizárták |    |
| –        | Új-Zéland (NZL) | kizárták |    |

### A-döntő
| Helyezés | Csapat                 | Idő     | Mj |
| -------- | ---------------------- | ------- | -- |
| Arany    | Olaszország (ITA)      | 7:11,74 | OR |
| Ezüst    | Egyesült Államok (USA) | 7:13,37 |    |
| Bronz    | Ausztrália (AUS)       | 7:13,68 |    |
| 4.       | Kanada (CAN)           | 7:20,40 |    |

### Végeredmény
| Helyezés | Csapat                                                                                                 |
| -------- | --- |
| Arany    | Olaszország (ITA) · Maurizio Carnino · Orazio Fagone · Hugo Herrnhof · Mirko Vuillermin                |
| Ezüst    | Egyesült Államok (USA) · Randy Bartz · John Coyle · Eric Flaim · Andy Gabel                            |
| Bronz    | Ausztrália (AUS) · Steven Bradbury · Kieran Hansen · Andrew Murtha · Richard Nizielski                 |
| 4.       | Kanada (CAN) · Frédéric Blackburn · Derrick Campbell · Marc Gagnon · Stephen Gough                     |
| 5.       | Japán (JPN) · Akaszaka Júicsi · Isihara Tacujosi · Terao Szatoru · Uemacu Dzsun                        |
| 6.       | Norvégia (NOR) · Bjørnar Elgetun · Gisle Elvebakken · Tore Klevstuen · Morten Staubo · Øystein Carlsen |
| 7.       | Kína (CHN) · Li JiaJun · Li Lianli · Yang He · Zhang Hongbo                                            |
| 8.       | Új-Zéland (NZL) · Mike McMillen · Andrew Nicholson · Chris Nicholson · Tony Smith                      |